# Церковь Илии Пророка (Зарайск)
Церковь Илии Пророка — приходской храм Коломенской епархии Русской православной церкви в городе Зарайске Московской области, построенный в 1718 году. Здание церкви является объектом культурного наследия и находится под охраной государства. В настоящее время храм действует, ведутся богослужения.

## История храма
Храм во имя пророка Божия Илии был основан по благословению Феодорита, архиепископа Рязанского в 1612 году. Двадцать девять дворов тогда состояли в приходе данного храма, из них 1 двор в Новой Ильинской слободке, 21 двор за острогом в Заразех и 7 дворов тягловых и посадских людей. С годами население увеличивалось, росло и количество прихожан. По записям в окладных книгах, в 1676 году приход Ильинского храма насчитывал уже 84 двора, из которых 6 дворянских, 52 посадских, 23 крестьянских и церковные дворы. До начала XVIII века простояла старая деревянная постройка церкви. За ветхостью была снесена. В 1718 году, на основании летописей, новый каменный Ильинский храм с приделом во имя святого Николая Чудотворца уже работал. Через сто лет церковь подверглась существенной реставрации.
В 1835 году отреставрированный храм был вновь освящён архиепископом Рязанским Евгением (Казанцевым). Строение сильно пострадало во время пожара 10 сентября 1860 года. У церкви обрушились купола, но колокольню и престолы спасти сумели. После длительного ремонта здание церкви вновь было восстановлено. В тот период в состав прихода входили сёла Маркино и Вельяминово. Приход составляли более 850 человек, из которых 435 мужчин и 431 женщина. По штату 1873 года в храме работал один священник и один псаломщик. В храме хранились ценные богослужебные предметы: древний крест-мощевик, пожертвованный купцом Иваном Ирошниковым, Евангелие 1651 года издания, плащаница, изготовленная в 1682 году, что следует из надписи на ней.
В 1835 году при большой реставрации храм был построен из кирпича в стиле классицизма. Основной кубический объём здания с развитой апсидой и портиками по сторонам завершён массивной купольной ротондой. Трёхъярусная шатровая колокольня была соединена с обширной трапезной. В трапезной находились два придела: Никольский и Казанский.
Благодаря пожертвованиям прихожан (среди них были и зарайские купцы Шолоховы) храм имел пышное внутреннее убранство.
В 1930-х годах, в советское время, Ильинская церковь была закрыта и осквернена: церковная утварь и иконы были уничтожены и разграблены, разрушена настенная живопись, богослужения в церкви прекратились, а помещение передано под размещение литейного цеха.
В 1937 году настоятель храма — протоиерей Алексий Аманов был расстрелян на Бутовском полигоне. Сейчас он прославлен в лике новомучеников Российских.

## Современное состояние храма
В 1996 году было принято решение вернуть здание церкви верующим. В храме начались восстановительные работы. Была сооружена новая кровля на куполе, снято перекрытие, которые были смонтированы в советское время, оштукатурены и ошпаклёваны стены, восстановлена ограда вокруг храма. Окна в алтаре и в трапезной заменены. Семь новых колоколов были установлены на колокольне. Подведён водопровод и газопровод.
Ильинская церковь после реставрации стала работать, ведутся церковные службы. Храм действует. Протоиерей Сергий Куделин продолжает работу с прихожанами по улучшению храмового комплекса.